# スカーレット・レディ
スカーレット・レディとは、ショートドリンクに分類される、カクテルの1種である。
このカクテルは、1976年に日本ホテルバーメンズ協会が開催した第5回カクテル・コンペティションの優勝作品であり、作者はパレスホテル（現・パレスホテル東京）の久保木康雄である。

## カクテル名について
スカーレット・レディというカクテル名の意味は、そのまま「深紅の女」「緋色の女」と解釈する場合と、Scarlet Womanと書くと「売春婦」の意味になるが、そちらの意味を優先して「みだらな女」と解釈する場合の2通りがある。ただし、このカクテルは、『風と共に去りぬ』のヒロインである、スカーレット・オハラをイメージして作ったためにこの名前があるのではないかとも言われている。

## レシピの例
日本ホテルバーメンズ協会サイトに掲載されているレシピを以下に記す。
材料
- バカルディーホワイトラム - 15ml
- カンパリ - 15ml
- マンダリンリキュール - 15ml
- レモンジュース - 15ml
- マラスキーノ - 2tsp

作り方
1. 材料をシェイクしてカクテルグラスに注ぐ。
2. オレンジピールをグラスの縁に飾る。